# 钝齿小米草
钝齿小米草（学名：Euphrasia masamuneana）为玄参科小米草属下的一个种。

## 扩展阅读
- 維基物種上的相關：钝齿小米草